# Бахадыр, Тургай
Тургай Бахадыр (тур. и нем. Turgay Bahadır, род. 15 января 1984, Вена) — турецкий и австрийский футболист, нападающий.

## Клубная карьера
Бахадыр начал свою молодёжную карьеру в «Фёрст Вена». В 2002 году в клубе «Рапид» (Вена) завершил молодёжную и начал профессиональную карьеру. В 2003 году перешёл в «Аустрия» (Лустенау). Сезон 2006/07 провёл в «Шваненштадт». В 2007 года перешёл в турецкий «Кайсериспор». 29 июля 2009 года перешёл в «Бурсаспор».
В «Бурсаспоре» Бахадыр выдвигался в качестве футболиста и хорошо сочетался с тактической игрой менеджера Эртугрул Саглам. В течение сезона 2009/10 он обычно играл как основной нападающий «Бурсаспора», но из-за его высоких технических способностей, он также использовался в качестве правой вингера в отсутствие Волкана Шена, где он выступал безупречно. Бурсаспор стал чемпионом Суперлиги 2009/10 впервые за историю клуба, в то время Тургай забил 7 голов.

## Карьера за сборную
Единственным матчем Бахадыра за национальную сборную Турции был товарищеский матч 22 мая 2010 года против сборной Чехии (2-1).